# Юре (река)
Юре (лит. Jūrė) — река на юго-западе Литвы, левый приток Вишакиса (бассейн Немана). Длина реки — 39 км, площадь бассейна — 111 км². Средний расход в устье составляет 0,63 м³/с.

## Этимология
Название реки происходит от слова jūra, которое в современном литовским языке значит «море», но первоначальное её значение могло быть «болотистое место, озеро» (как, например, слово jaura из того же корня).

## Течение
Протекает по территории Каунасского и Валкавишкского районов, Мариямпольского и Казлу-Рудского самоуправлений.
Берёт начало из торфяного болота Эжярелё-Дурпинас, к юго-востоку от города Эжерелис. Течёт в юго-западном и западном направлениях. Ширина реки в нижнем течении до 6 метров, глубина до 0,8 м. Впадает в Вишакис слева у деревни Юркшай.

## Притоки
Основные притоки — Юдрейка и Паравеле.

## Населённые пункты
На берегу Юре расположены населённые пункты Юре, Казлай, Муринишке, Бартининкай и другие.